# 君のためなら千回でも
『君のためなら千回でも』（きみのためならせんかいでも、英: The Kite Runner、ペルシア語: کاغذ‌پران‌باز Kāğazparān Bāzまたはبادبادک‌باز Bādbādak-bāz）は、アフガニスタンのカーブル出身のカーレド・ホッセイニによる小説。及びそれを原作とした2007年のアメリカ映画。
2003年にアメリカで出版され、日本でも2006年に『カイト・ランナー』の題で出版された。2007年に映画化され、映画の邦題が『君のためなら千回でも』となり、小説もこれに合わせて文庫化の際に改題された。なお、この題は劇中のハッサンの台詞から取られている。

## 概要
原作小説は2003年に発売され、全世界で800万部以上を売り上げたベストセラー作品。ニューヨーク・タイムズのベストセラーリストでは64週間ランクインという驚異的な記録を樹立した。作者カーレド・ホッセイニはこの作品がデビュー作である。
マーク・フォースター監督により映画化され、2007年に公開（日本では2008年）。第80回アカデミー賞では作曲賞にノミネートされた。

## 映画

### あらすじ
1978年冬、アフガニスタンの首都カブール。12歳のアミール（ゼキリア・エブラヒミ）は、ハザーラ人の親友ハッサン（アフマド・ハーン・マフムードザダ）と仲良く遊ぶ日々を送っていた。アミールは父ババ（ホマユーン・エルシャディ）と共に恵まれた生活を送っており、ハッサンは父アリ（ナビ・ターナ）と共にアミールの家で召使いとして働いていた。
恒例の凧合戦の日、子供たちは二人一組で糸巻きと糸の操作を分担して、巧みに糸を操り他の凧の糸を切るのを競っていた。街中の人々が勝敗に熱狂するこの凧揚げで、アミールとハッサンは見事優勝する。しかし、凧を拾いに行ったハッサンは、日頃からハザーラ人のハッサンを嫌っているパシュトゥーン人のアセフ（エラーム・エーサス）たちに襲われてしまう。ハッサンを探しに行ったアミールはその現場を目撃するが、何もできずその場を去ってしまう。それを機に二人の間には距離ができたまま、1979年にソ連によるアフガニスタン侵攻が始まり、アミールは父と共にアメリカへと亡命する。
2000年、アメリカ合衆国カリフォルニア州サンフランシスコ。アミール（ハリド・アブダビ）と妻ソラヤ（アトッサ・レオーニ）のもとに、アミールの初めての本が出版社から届く。そこへ電話がかかり、アミールはパキスタンにいるラヒム・ハーン（ショーン・トーブ）を訪れ、パキスタンからタリバン独裁政権下の故郷へ向かうことになる。

### キャスト
※（）は日本語吹き替え
- アミール（青年時代） - ハリド・アブダビ（村治学）
- アミール（少年時代） - ゼキリア・エブラヒミ（津村まこと）
- ハッサン（少年時代） - アフマド・ハーン・マフムードザダ（矢島晶子）
- ババ（アミールの父） - ホマユーン・エルシャディ（谷口節）
- ラヒム・ハーン（ババの友人） - ショーン・トーブ（内田直哉）
- ファリド（タクシードライバー） - サイード・タグマウイ
- ソーラブ（ハッサンの息子） - アリ・ダネシュ・バクティアリ（松元惠）
- ソラヤ（アミールの妻） - アトッサ・レオーニ（若原美紀）
- アリ（ハッサンの父） - ナビ・ターナ
- タヘリ将軍（ソラヤの父） - アブドゥル・カディール・ファロク
- アセフ（青年時代） - アブドゥル・サラム・ユスフザイ
- アセフ（少年時代） - エラーム・エーサス

### キャスティングに関して
アミール、ハッサン、ソーラブを演じる俳優には、アフガニスタンの文化的背景や歴史を深く理解している人材を、という監督の思いにより、現地でイメージに合う少年探しが1カ月に及び行われた。スタッフは現地の学校の他、孤児院や爆破で荒廃した場所にも足を運んだと言う。
アミール役のゼキリア・エブラヒミはリセで、ハッサン役のアフマド・ハーンとソーラブ役のアリ・ダネシュとはARO（アフガン救援機構）を通じて出会ったという。3人とも今作が俳優デビュー作品である。

### 受賞
- 放送映画批評家協会賞：若手男優賞（アフマド・ハーン・マフムードザダ）